# Ивано-Франковск (аэропорт)
Междунаро́дный аэропо́рт Ивано-Франковск (укр. Міжнародний аеропорт Івано-Франківськ) — международный аэропорт, обслуживающий Ивано-Франковск и регион Ивано-Франковской области.

## История
Аэропорт расположен в черте города, на улице Евгения Коновальца, 264а, в 4 км от центра. Является аэродромом совместного базирования ВВС Украины (на аэродроме базируется 114-я бригада тактической авиации, имеющая на вооружении истребители Миг-29) и гражданской авиации. Имеет одну взлётно-посадочную полосу с бетонным покрытием и один аэровокзальный терминал.
Аэропорт эксплуатирует областное коммунальное предприятие (ОКП) «Международный аэропорт „Ивано-Франковск“», находящееся в концессии у фирмы «Скорзонера».
Предприятие располагается на земельном участке площадью 19,7 га. Имущество целостного комплекса аэропорта оценивается экспертами в 41 млн гривен (с НДС).
Аэропорт является третьим на Украине после киевского «Борисполя» по количеству внутренних направлений. Всего полеты осуществляются в 4 украинских города.
В период с 14 июля 1940 года на аэродроме базировался 12-й истребительный авиационный полк на самолётах И-16 и И-15 бис и управление 64-й авиационной дивизии, в которую входил полк. После начала войны полк продолжал выполнять боевые задачи с этого аэродрома. 9 октября 1941 года полк был выведен в тыл на переформирование.
В период с 1944 года на аэродроме базировался 961-й истребительный авиационный полк ПВО, выполнявший задачи противовоздушной обороны объектов и коммуникаций в полосе 1-го и 4-го Украинских фронтов и на территории Львовского военного округа в районе города Станислав (ныне Ивано-Франковск).
После войны с 1945 года на аэродроме располагались штаб и управление 132-й бомбардировочной авиационной Севастопольской дивизии.
В период с октября 1948 года по 20 августа 1968 года на аэродроме базировался 192-й истребительный авиационный ордена Кутузова полк, который в связи с событиями в Чехословакии был переброшен на аэродром Градчаны в Чехословакии для участия в операции «Дунай». В 1984 году полк вернулся на аэродром и базировался до своего расформирования в сентябре 1989 года. Полк летал на самолётах Ла-7 (1945—1951 гг.), МиГ-15 (с 1951 по 1955 гг.), МиГ-17 (с 1955 по 1965 гг.), МиГ-21 ПФМ (с 1965 по 1978 гг.) и МиГ-21 БИС (с 1978 по 1989 гг.).
В период с 1950 года по 21 мая 1954 года на аэродроме базировался 277-й бомбардировочный авиационный Млавский Краснознамённый полк на самолётах Douglas A-20 Havoc. В 1951 году полк переучился на самолёты Ил-28. А 21 мая 1954 года полк перебазирован в состав 24-й воздушной армии ГСВГ.
В период с октября 1951 года по 20 августа 1968 года на аэродроме базировалась 131-я истребительная авиационная Новгородская Краснознаменная дивизия. В связи с событиями в Чехословакии дивизия была перебазирована на аэродром Миловице (Божи-Дар) для участия в операции «Дунай».
В 1964 году на аэродроме была создана советско-чешская авиабаза, которая занималась передачей новых самолётов Л-29 советской стороне. Чешские лётчики перегоняли новые Л-29 из ЧССР в Ивано-Франковск, где передавали самолёты своим заводским специалистам, которые в свою очередь готовили их к сдаче в советские учебные авиационные полки.
В 1971 году на аэродроме сформирован 145-й истребительный авиационный полк на самолётах МиГ-17. С 1972 года полк эксплуатировал самолёты МиГ-21, с 1978 года МиГ-21бис. Самолёты МиГ-29 полк получил в июне 1987 года. С июля 1982 года по июнь 1983 года полк выполнял боевые задачи в ДРА в составе 34-го смешанного авиационного корпуса ВВС 40-й армии.
В связи с выводом советских войск из Чехословакии на аэродром 21 июня 1991 года был выведен 114-й истребительный авиационный Таллинский Краснознамённый полк на самолётах МиГ-29. После развала СССР полк перешел под юрисдикцию Украины. Позднее на его базе была сформирована 114-я бригада тактической авиации.

## Перевозчики и пункты назначения
В летний сезон из аэропорта выполняется ряд чартерных рейсов.

## Основные направления чартерных рейсов
1. Турция, Египет

## Принимаемые воздушные суда
- Ан-2, Ан-12, Ан-22, Ан-24, Ан-26, Ан-30, Ан-72, Ан-148.
- Ил-18, Ил-76.
- Ту-134, Ту-154 (с ограничениями).
- Як-40, Як-42.
- L-410.
- Embraer 145,Embraer 190,.Embraer 195.
- Boeing 737 (с ограничениями).
- Airbus 319, 320 (с ограничениями).
- ATR, SAAB и др.
- вертолёты.

## Происшествия
- 21 января 1989 года на самолете Ан-24 произошла попытка захвата самолёта одним преступником (Земсков С. М., 1966 г.р.) перед взлётом (рейс «Ивано-Франковск—Киев»). Угонщик был задержан охраной аэропорта[11].
- 9 мая 1974 года самолет Ил-18 В ошибочно произвел посадку на аэродром сельхозавиации и выкатился за его пределы[12].